# Уніково (Мазовецьке воєводство)
Уніково (пол. Unikowo) — село в Польщі, у гміні Стшеґово Млавського повіту Мазовецького воєводства.
Населення — 193 особи (2011).
У 1975-1998 роках село належало до Цехановського воєводства.

## Демографія
Демографічна структура станом на 31 березня 2011 року:
|          | Загалом | Допрацездатний вік | Працездатний вік | Постпрацездатний вік |
| -------- | ------- | ------------------ | ---------------- | -------------------- |
| Чоловіки | 95      | 15                 | 65               | 15                   |
| Жінки    | 98      | 15                 | 49               | 34                   |
| Разом    | 193     | 30                 | 114              | 49                   |